# Anisomysis acuminata
Anisomysis acuminata är en kräftdjursart som beskrevs av Murano 1990. Anisomysis acuminata ingår i släktet Anisomysis och familjen Mysidae. Inga underarter finns listade i Catalogue of Life.